# 萩バスセンター

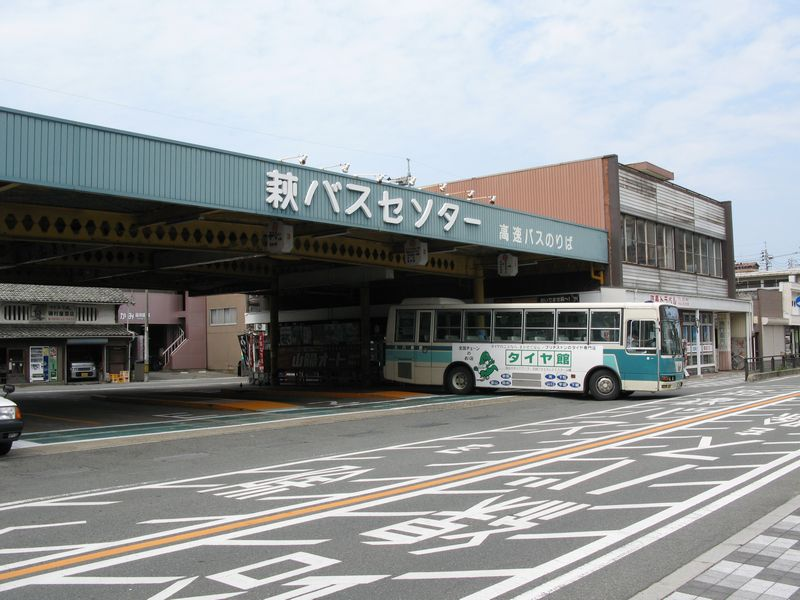
萩バスセンター市道側

萩バスセンター（はぎバスセンター）は、山口県萩市大字唐樋町11-2にあるバスターミナルである。バスの行き先表示には単に「萩センター」と称されることもあるほか、地元では単に「センター」と呼ぶ場合もある。萩市を通過する鉄道である山陰本線が萩市街地を大きく迂回して敷設されているため、市街地へのアクセスを補完する目的で設けられた。萩市を運行エリアの一部とする防長交通によって運営されている。
かつては防長バス専用のいわゆる一般バスターミナルであり（このため防長バスセンターという人もいる）、中国JRバス防長線の自動車駅であった萩市駅が萩バスセンターのすぐ近くに設けられていたが、道路の歩道整備に伴い、近接した箇所に停留スペースを設けることができなくなったことと、中国JRバスによる営業拠点の集約化に伴い、中国JRバスも萩バスセンターに乗り入れることとなり、1999年に萩市駅は廃止、その後施設は撤去されている。
現在、センター前にはサンリブ萩店があり、センターを利用する人が買い物をすることもある。

## 施設

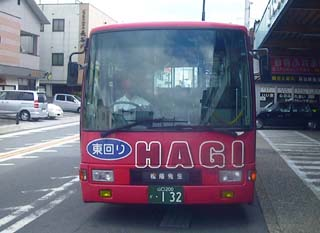
萩バスセンター4番乗り場に停車するまぁーるバス

### 乗降ホーム
1 - 3番乗り場は道路と直角方向にホームが設けられており、4番乗り場のみ道路上の停留スペースとなっている。
(以前は時刻表に◎で表記されていたが時刻表が更新されてからは表記されておらず、バス到着アナウンス等に注意が必要)
ともに中国JRバスと共用
1番乗り場越ヶ浜、奈古駅前、宇生賀、堀越、吉部、津和野
2番乗り場高速バス（東京、福岡）、新山口駅、秋芳洞、萩商工前、萩市内定期観光
3番乗り場青海大橋、惣良台入口、阿武川温泉、まぁーるバス西回り
4番乗り場東萩駅前、まぁーるバス東回り

#### 降車専用降り場
当センターが終点の場合、バスの運行の都合上、約170ｍ離れた県道295号線（萩城址線）の降車専用のバス停に停車していた。(惣良台発→萩バスセンター着等)
2021年（令和3年）4月1日より、乗り換え等利便性向上のため、全てのバスが当センターに乗り入れることになった。

### その他施設
- 案内所・切符売場
- 自動券売機（現行種…BMIE-5　シンフォニアエンジニアリング製）
上記はいずれも防長交通のものであり、中国JRバスの営業施設はない。
ただし、自動券売機で販売されている乗車券はJRバスとの共通であり、バスカードは2021年（令和3年）3月20日に山口県内向けにICOCAを導入したJRバスを除き、県内の各会社で共通利用できる。
バスカード販売機は待合室改修の際に券売機更新に伴って撤去され、乗車券のみ発行するタイプになった。
(誤購入の払戻・定期券の購入・障がい者割引等の割引運賃での券購入ともに不可)
そのためバスカードは案内所もしくはバス車内で購入し、割引運賃等はバス車内で申請し支払いを行う。
券売機では、高額紙幣での取り扱いが可能。（車内では1000円札・500円・100円・50円のみ運賃箱で両替可能）

（JRバスでの共通バスカードの販売は2021年3月31日をもって終了し、JRバスでの利用は2021年9月30日で終了。払戻は2026年3月31日まで指定されたバスカード払戻取扱窓口で行う[3]）
- バス発着案内ディスプレイ（バス接近情報案内表示も兼用）は2019年05月24日に中国JRバスと防長交通がバスロケーションシステムである BUS it を導入した際に設置。2022年1月1日より中国JRバスがバスロケーションシステムを「BUS it」から「くるけん」に変更したため、現在は引き続きBUS itを使用している防長交通のバスのみが表示されている[4]。
- 待合スペース
- トイレ
- コインロッカー
- 飲料自動販売機
- タクシー（萩近鉄タクシー）待合所

## 高速バス・特急バス
夜行高速バス
- 東京行き「萩エクスプレス」（防長交通）

特急バス
- 「スーパーはぎ号」（防長交通・JRバス中国）

## 一般路線バス

### 防長交通
- [急行]東萩駅 - 萩バスセンター - サファリランド前 - 景清洞 - 大正洞 - 秋吉台 - 秋芳洞
- [快速]東萩駅 - 萩バスセンター - 湯免温泉 - 三隅駅前 - 長門市駅前 - 仙崎駅前 - 青海大橋
- [快速]東萩駅 - 萩バスセンター - 松陰神社 - 吉部 - 三谷駅入口 - 徳佐 - 津和野駅 - 津和野バスセンター
- 萩商工前 - 越ヶ浜入口 - 大井馬場 - 阿武町道の駅 - 奈古駅前(以前は玉江駅発着だった、萩商工で降車する場合萩営業所敷地内にあるバス停で降車扱いを行う)
- 萩バスセンター - 越ヶ浜入口 - 大井馬場 - 畑 - 堀越 - 福田 - 宇生賀
- 萩バスセンター - 阿武川温泉 - 惣良台入口
- 東萩駅 - 萩バスセンター - 明木市 - 大田中央 - 湯の口 - 新山口駅(北口駅前広場)

(新山口駅ターミナルパーク整備事業のバス動線見直しにより、北口駅前広場のみの停車となった。新幹線口への連絡は自由連絡通路を使用する。
車内放送等は新山口駅で統一、スーパーはぎ号も同様)
- 萩バスセンター - 松陰神社 - 畑 - 堀越
- 萩バスセンター - 松陰神社 - 吉部
- 市内定期観光バス

萩市のコミュニティバスである「萩循環まぁーるバス」も萩バスセンターを経由する。詳細は該当項目を参照のこと。

### 中国JRバス
- 東萩駅 - 萩バスセンター - 萩駅 - 明木 - 佐々並 - 日赤前 - 県庁前 - 山口駅

### 廃止された路線
- 津和野行き「つわの号」（防長交通）
  - 3月16日 - 5月31日・7月16日 - 11月25日の週末および多客期のみ、つわぶき街道（県道萩津和野線）・津和野温泉経由で萩バスセンターと津和野バスセンターの間を結んでいたが、2006年11月の運転日を最後に廃止された。
  - 現在両区間の間は吉部経由の快速便が直通している。
- むつみ・須佐・田万川行き（防長交通）
  - 2005年3月6日に合併により新萩市が誕生した際、それまで直通バスの無かった萩市街地からむつみ地域を経由し、須佐・田万川を結ぶ路線として誕生した（萩市街地と川上・旭・福栄・むつみとは従来からバス路線が存在した）。しかし、全線を通しての利用（特にむつみ - 須佐間）が芳しくないことから、2006年3月末で廃止となった。
- 広島行き（防長交通）
  - 2013年3月16日に乗降客減少の影響で山口 - 萩間が廃止となり、山口発となった。中国JRバスとの乗り継ぎ切符を発行して利便性を確保している。
- 木間経由若宮神社線（防長交通）  2020年３月31日に深刻な運転手不足に伴い「萩バスセンター～若宮神社線」が廃止、代替交通手段として2020年４月１日から予約乗合タクシーでの運行を開始[5]。

## 乗合タクシー
- 山口宇部空港行き（萩近鉄タクシー）
- 萩・石見空港行き（萩近鉄タクシー）